# 銀河探査2100年 ボーダープラネット
『銀河探査2100年 ボーダープラネット』（ぎんがたんさにせんひゃくねん ボーダープラネット）は、1986年8月24日に日本テレビ系列で放送の第9回『24時間テレビ 「愛は地球を救う」』内で放送されたテレビアニメ。日本テレビと手塚プロダクションの共同製作。

## 概要
『24時間テレビ』で毎年恒例となっていた手塚治虫アニメの1本。手塚治虫が存命中に完成した最後の作品となった。『24時間テレビ』内で放送の手塚アニメは毎回制作に時間がかかっていたが、本作は特に逼迫しており、フィルムが完成したのが放送の5分前だったという。
冒頭は主人公たちの過去の様子の回想シーン、続いて現在の物語、3つのエピソード、そしてエピローグという構成になっている。エピソードごとにスタッフも交代して作風も変えるというオムニバス形式の作品。
回想シーン、エピローグおよび3つのエピソードの合間には、BGMとしてモーツァルトの「ピアノ協奏曲第23番」第2楽章が使用されている。

## あらすじ
スバル、プロキオン、ミラは子供の時から仲良しでいつも3人で遊んでいた。大・中・小のキャンディがあれば、スバルは一番大きな物を迷わずにミラにあげ、中と小は迷ってから中をプロキオンにあげていた。やがて成長した3人。大学卒業後、宇宙飛行士となったプロキオンとミラは結婚し、スバルは幸せな2人の様子を遠くから穏やかな表情で見守る。
結婚式当日夜、プロキオンは事故を起こした宇宙船の救援作業のため宇宙港に駆り出される。宇宙船の中でプロキオンが見つけた物質は、細胞の結合を破壊し、人間の体をどろどろに溶かしてしまうビールスだった。わずかに指先がそれに触れただけなのに、プロキオンは次第に体調不良を覚え、その夜のうちにミラの目の前で体が溶解し、死んでしまう。妻のミラにもビールスが感染した可能性があり、彼女は病気の進行を食い止めるため冷凍睡眠に入る。そして、今なおミラを愛しているスバルは、ワクチンを作るためのビールスの素を探すべく、銀河中のさまざまな惑星を探査していく。
物語ではそのうちの3つの惑星でのエピソードが語られる。
ある惑星では、農業用コンピュータが肥料を得るために人間を襲っていた。またある惑星では、リアリティ番組制作の為にロケットを解体され閉じ込められていた人々と協力して新しいロケットを造り、地球へ帰還させた。惑星エデンでは、仲間の精力が奪われていることを知った現地の青年と共に、生命エネルギー搾取工場を破壊した。
1つの探査が終わるたび、スバルは眠り続けるミラの元を訪れる。次第に年齢を重ねていくスバル、対して若く美しいままのミラ。
やがて冷凍睡眠から目覚めたミラの前には、スバルとよく似た青年医師・ゼンタがいた。「スバルとのことはもう終わった」と語る彼。スバルが持ち帰ったビールスの素から作られたワクチンによってミラは救われていた。彼から治療を受けるうちに恋人同士になっていく。退院したミラの前に現れたゼンタの父母――それは老齢となったスバルと、人々が閉じ込められた惑星でスバルが出会った女性ミシェルだった。

## キャスト
- スバル - 富山敬
- 教授、ヒゲオヤジ - 富田耕生
- ミラ - 勝生真沙子
- ミシェル - 鵜飼るみ子
- プロキオン、リント大尉 - 鈴置洋孝
- ハム、チーフ、グロンズ人成人 - 嶋俊介
- ランプ - 八奈見乗児
- ヘック、医師 - 納谷六朗
- ヴァレッド隊長、スカラペ星人、グロンズ人成人 - 青野武
- ニューマン、調査隊員、グロンズ人成人 - 屋良有作
- ロペス、医師 - 曽我部和恭
- バリッシュ、盗賊、グロンズ人成人 - 島香裕
- スカラペ星の住人 - 若本紀昭
- ゼンタ -堀内賢雄

## スタッフ
- 原案・脚本・監督 - 手塚治虫
- 企画 - 都築忠彦(日本テレビ)
- プロデューサー - 武井英彦(日本テレビ)、松谷孝征、永井秀甫
- 演出 - 上村修、井内秀治、向島渉、夏姫亮之介、浜津守
- 総作画監督 - 高橋信也
- 作画 - 岡迫亘弘、神村幸子
- キャラクターデザイン・メカデザイン - 小原渉平
- 美術監督・設定デザイン - 勝又激
- アシスタント・プロデューサー - 乗水保責、久保田稔、河合教之
- 録音監督 - 伊達康将
- 音楽 - 羽田健太郎
- 選曲 - 鈴木清司
- 効果 - 倉橋静男
- 制作協力 - 東映動画、センテスタジオ
- 製作 - 日本テレビ、手塚プロダクション

## ソフト
- DVD『銀河探査2100年 ボーダープラネット』（パイオニアLDC、2002年9月26日、73分、ASIN B00006HBGM）